# امپراتور سیمو

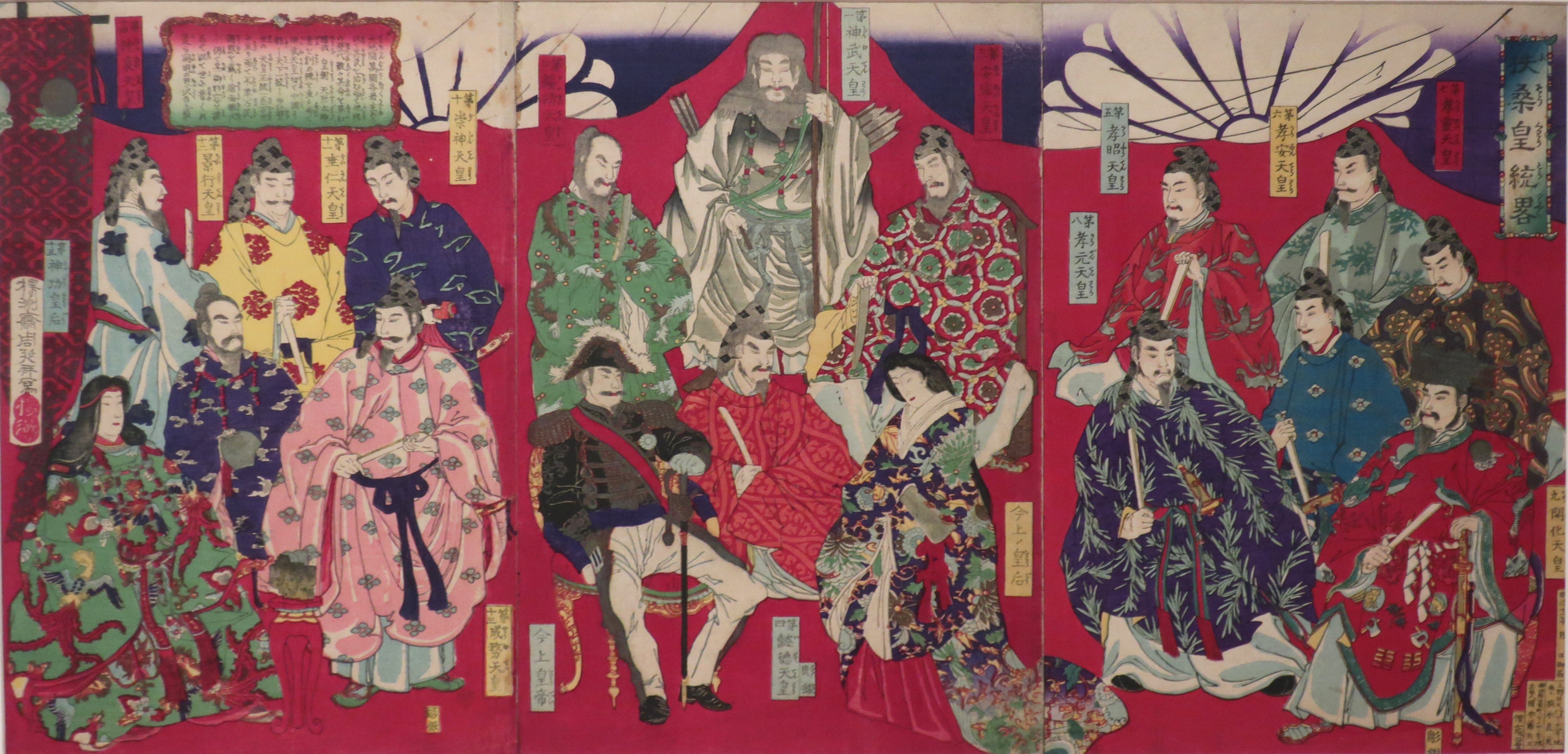
نگاره ای از امپراتوران ژاپن - متعلق به دوره میجی

امپراتور سیمو (انگلیسی: Emperor Seimu) سیزدهمین امپراتور ژاپن بود.